# Compressor del rang dinàmic
Aquest article parla de la compressió del rang dinàmic, no confondre amb la compressió d'arxius d'àudio o reducció d'arxius d'àudio, per ser usats en reproductors d'MP3.
Com que la gran majoria d'aparells electrònics i, per tant, els compressors també, tenen nomenclatura anglesa o en anglès, en aquest article hi ha els noms en català seguits (entre parèntesis) del seu equivalent en anglès.
Compressió del rang dinàmic, o compressió, és el procés mitjançant el qual es redueix la diferència entre els nivells d'intensitat de so alts i els nivells d'intensitat de so baixos en un senyal d'àudio. És a dir, crea una intensitat de so més constant, i així s'eviten nivells de "volum" massa alts o massa baixos. La compressió s'utilitza a la gravació d'àudio, sistemes de megafonia o a la radiodifusió.
La compressió es realitza fent passar el senyal d'àudio per una unitat de compressió del rang dinàmic, coneguda com a compressor.
Un expansor del rang dinàmic, és l'aparell que incrementa el rang dinàmic d'un senyal.

## Concepte Bàsic
Un compressor funciona com un control de "volum" manual, que s'està reajustant constantment, per poder mantenir una intensitat de so fixa. Així doncs, davant d'una intensitat de so elevada, el control de volum atenua el senyal, i a l'inrevés, davant una intensitat de so baixa, el control de volum intensifica el senyal.

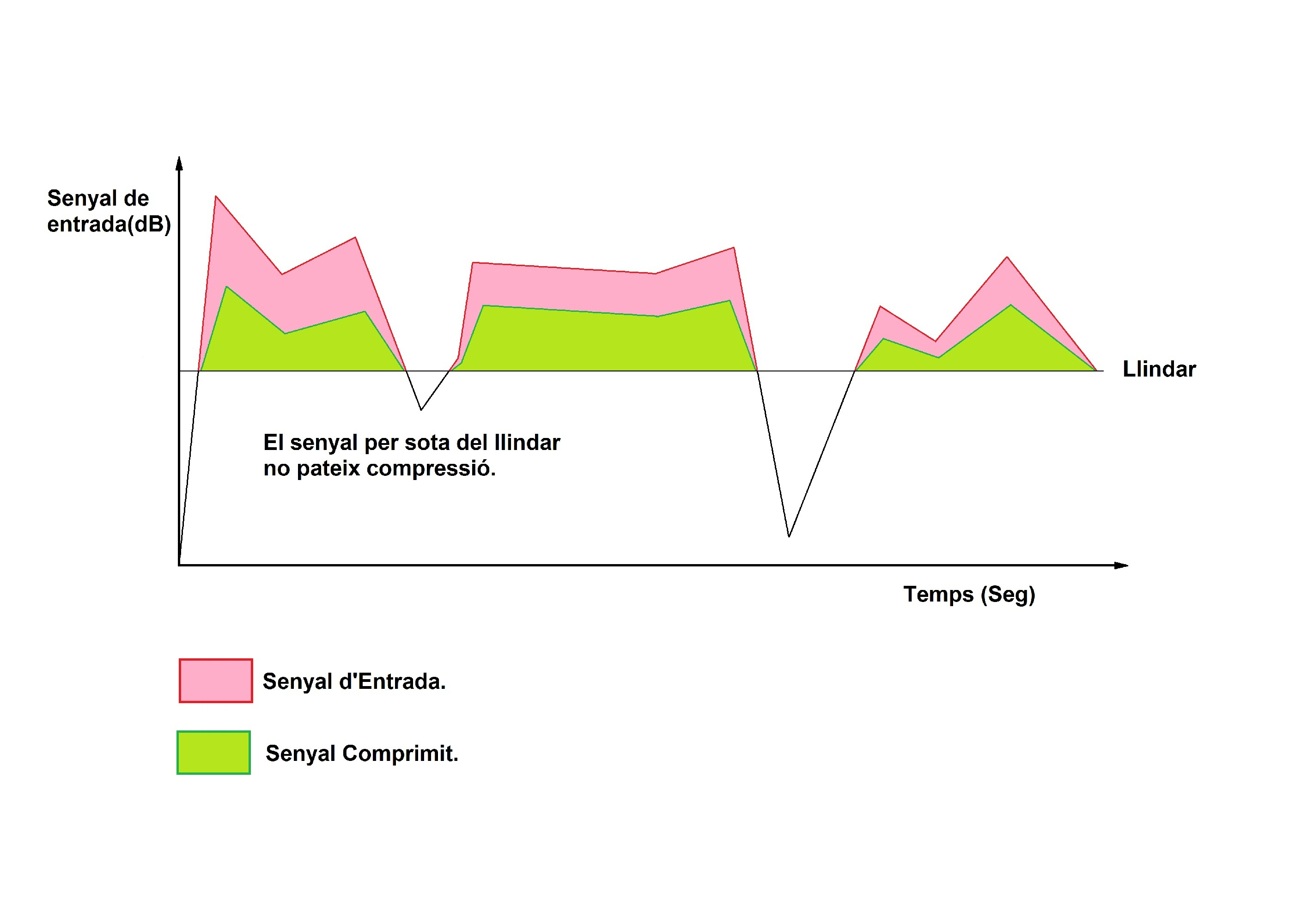
Representació gràfica del funcionament d'un compressor

El compressor redueix la intensitat de so d'un senyal quan aquest supera el llindar (Threshold). La quantitat de compressió ve determinada per la proporció (Ratio). Així doncs una ràtio de 2:1 suposa una reducció de la intensitat de so, per damunt del llindar, a la meitat. Una ràtio de 4:1 suposa una reducció de la intransitat de so a una quarta part. És a dir, per un senyal d'entrada de -2dB, un llindar de -10dB amb una ràtio de 4:1, tindríem un senyal a la sortida del compressor de -8dB.
Senyal d'entrada: -2dB
Llindar: -10dB
Ràtio: 4:1
Senyal de Sortida: -8dB
Altres controls que es poden trobar en un compressor son, el de temps d'Atac (Attack) i temps d'Alliberament (Release).

## Funcionament

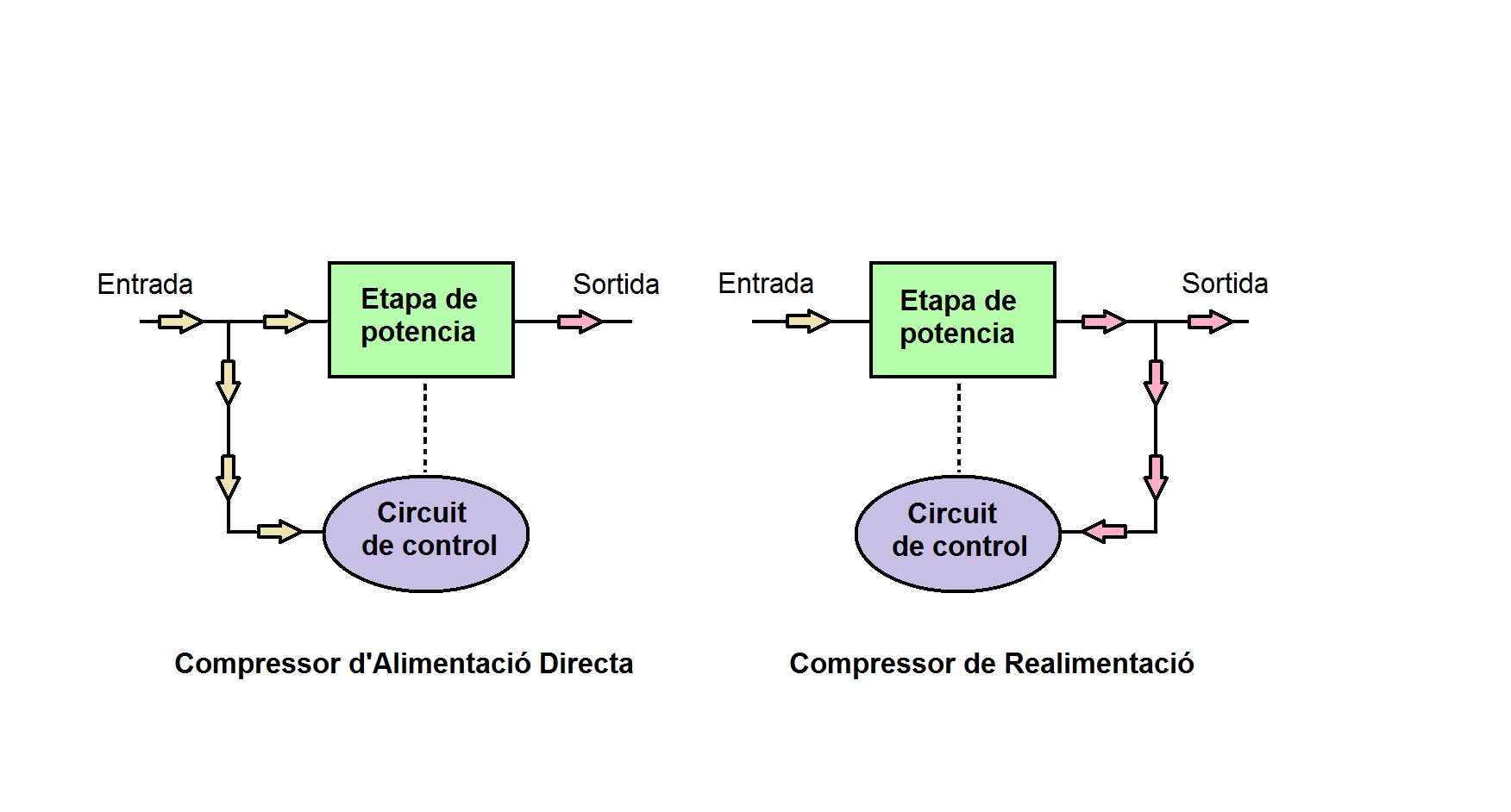
A la dreta un compressor de re-alimentació, a l'sequerra un compressor d'alimentació directe

El senyal és dividit al compressor, una part es dirigeix cap a un amplificador de guany variable, l'altra part serveix per alimentar el circuit de control de guany. Els compressors poden ser de dos tipus, segons d'on es treu el senyal per al control de guany, d'alimentació directa (Feed-Forward) o de re-alimentació (Feedback). En l'alimentació directa, el senyal és dividit abans de l'amplificador de Guany Variable. En el disseny de re-alimentació, el senyal és dividit després de l'Amplificador de Guany Variable. En un compressor de re-alimentació, el senyal que es fa servir per al control de volum, és afectat per la compressió que ell mateix produeix.
S'utilitzen diferents mètodes per aconseguir compressió. Els primers compressors eren de vàlvules, i feien servir una configuració coneguda com a "mu-variable" o "μ-variable", on el voltatge subministrat a la reixeta (Grid) de la vàlvula era modificat per poder, així, regular el seu guany. Els compressors de vàlvules tenen un temps de reacció molt elevat. Avui dia es fan servir els transistors FET (Field Effect Transistor), els amplificadors operacionals, els VCA (Voltage Controlled Amplifier) i fins i tot ponts rectificadors de díodes, malgrat totes aquestes noves tecnologies, encar es fabriquen models de vàlvules. Un altre tipus de compressors és el compressor-òptic, que fa servir una fotoresistència (LDR) i un LED, o una bombeta, per controlar el guany. La fotoresistència té una impedància que augmenta o disminueix amb la intensitat de llum, i el LED està controlat per un petit amplificador connectat al senyal d'entrada. A causa de la lenta reacció, de les fotoresistències i els leds, la compressió creada té un temps d'atac i d'alliberament lent, i per això els compressors-òptics són afavorits per alguns tècnics.

## Característiques d'un Compressor

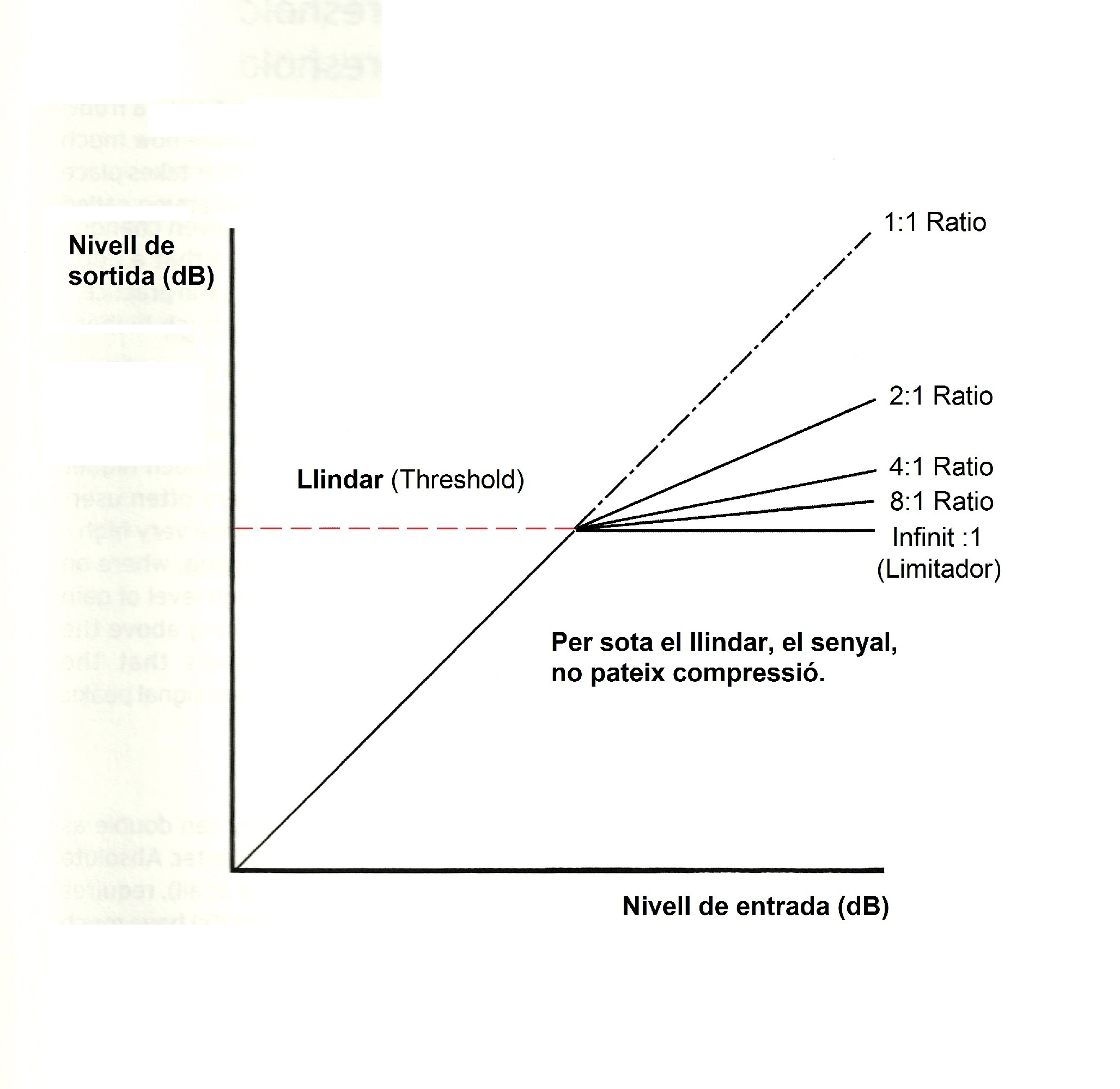
Representació gràfica d'els Ràtios d'un compressor.

### Llindar (Threshold)
El llindar és el punt d'intensitat de so a partir del qual el senyal d'entrada serà comprimit. La seva unitat és el decibel (dB). Així doncs, un llindar de -10 dB vol dir que qualsevol senyal, a l'entrada del compressor, amb una intensitat de so per sobre dels -10dB serà comprimit. Un llindar baix, -60dB, significa que la majoria o totalitat del senyal d'entrada serà comprimit. D'altra banda, un llindar alt, -2dB, significa que només una petita part del senyal serà comprimit. En alguns compressors el llindar és regulat amb el guany del preamplificador (Input Gain). Així doncs, el llindar es fixa, però augmentant, o disminuint, la intensitat de so del senyal d'entrada, es pot aconseguir el nivell de compressió desitjat. Tot i que els resultats són molt semblants, si no idèntics, la nomenclatura pot confondre a l'usuari.

### Proporció (Ratio)
És la proporció entre la intensitat de so, per sobre del llindar, del senyal d'entrada i el de sortida. Per exemple, una ràtio de 5:1 vol dir que un senyal a l'entrada de 10dB per sobre el llindar, estarà només a 2dB per sobre del llindar a la sortida. El màxim ràtio possible és ∞:1, que vol dir que qualsevol so per sobre del llindar serà comprimit fins a assolir el nivell del llindar, aquest funcionament es coneix com a Limitador.

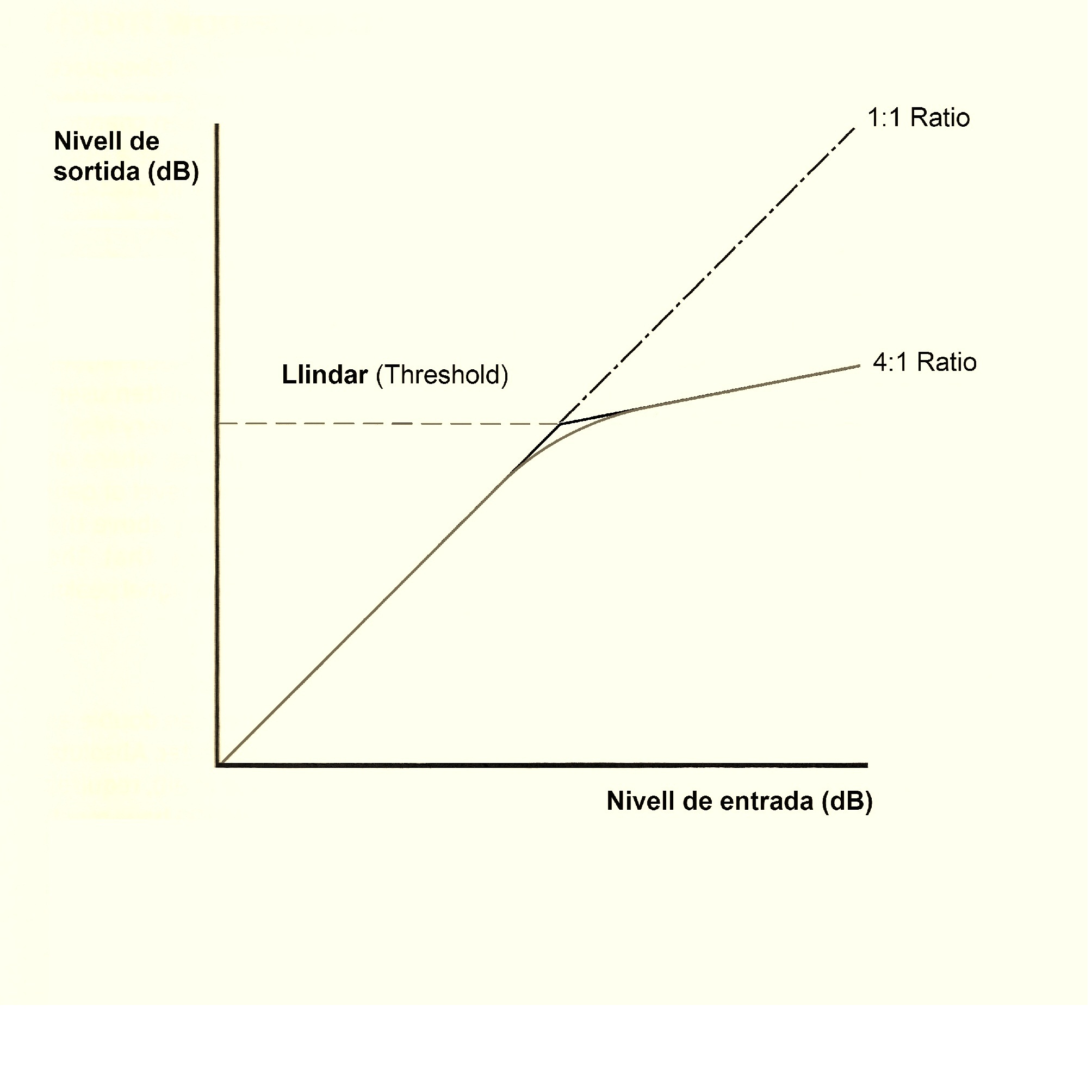
L'angle de curvatura agut

### Angle de curvatura (Soft/Hard Knee)
Serveix per controlar l'angle de la curvatura en la resposta del compressor. Un angle de curvatura "agut" produeix un canvi immediat de la ràtio, un cop el senyal supera el llindar el compressor aplica la totalitat de la ràtio. Un angle de curvatura "suau" significa que la ràtio augmenta gradualment un cop el senyal sobrepassa el llindar. Un angle de curvatura suau produeix una compressió més afable, sobretot quan s'utilitzen ràtios de valor elevat.

### Atac (Attack)
És el temps que triga el compressor a respondre quan el senya d'entrada supera el llindar. La seva unitat és el Segon (Seg). El temps d'atac sol ser variable i té un rang que va des d'1 o 2 mil·lèsimes de segon fins a 1 o 2 dècimes de segon. El temps d'atac té una influència notable sobre el "caràcter" del so que es processa. Així doncs, un temps d'atac lent, deixa passar intacte els primers instants d'un so, i comprimeix després, creant un so més abrupte i punxegut. Aquesta tècnica s'utilitza molt amb la percussió. Un temps d'atac molt llarg pot suposar que el compressor respon massa tard i la totalitat del senyal passa intacte.

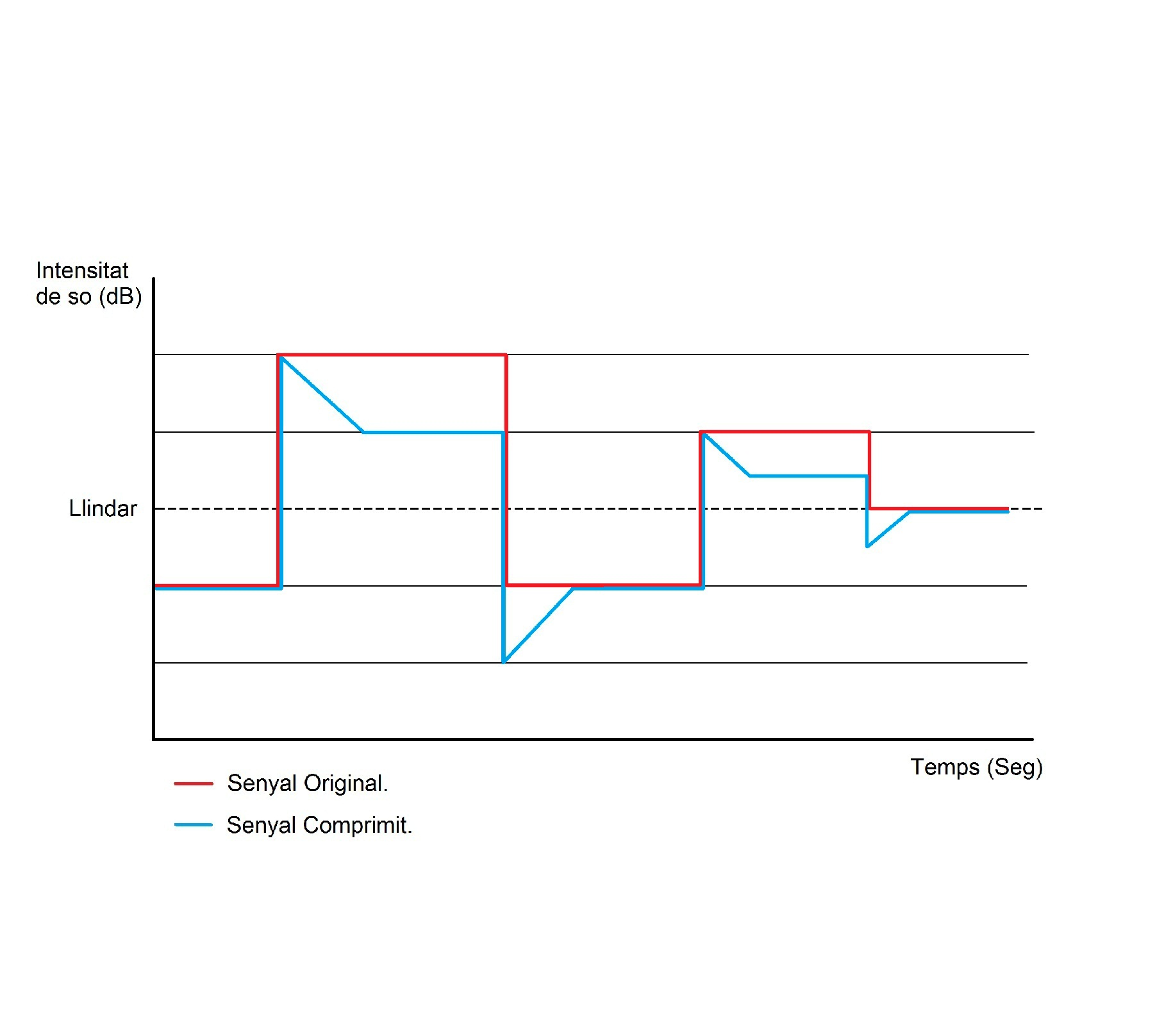
Resposta d'atac i alliberament d'un compressor

### Alliberament (Release)
És el temps que triga el compressor a deixar de comprimir. Un cop el senyal d'entrada és per sota del llindar el compressor deixa d'actuar, però no ho fa instantàniament, el temps que triga el circuit a deixar de comprimir pot ser fix o en alguns compressors pot ser ajustat. La seva unitat és el Segon (Seg). Un temps d'alliberament massa curt fa que el volum pugi ràpidament i pot crear "pumping". Un temps d'alliberament massa llarg pot fer que el compressor no es recuperi a temps i comprimeixi senyals que no hauria de comprimir.

### Resposta de Pic o RMS (Root Mean Square)
Els compressors poden tenir resposta de pic o RMS, depenent del seu disseny i tipus de control de guany que fan servir. Hi ha compressors que el tipus de resposta es pot seleccionar. Una resposta de pic (Peak) és molt sensible a qualsevol canvi que es produeix a la intensitat de so. Per tant, el compressor és molt efectiu a l'hora de detectar pujades sobtoses de volum, sobretot, quan el temps d'atac seleccionat és molt curt. Un circuit RMS respon a la intensitat mitjana o "average" del senyal d'entrada. Així doncs, pics sobtosos de volum, escapen sense patir compressió.

### Etapa de restauració (Make-up gain)
Pel fet que el compressor redueix la intensitat del so per sobre del llindar, el senyal de sortida té una intensitat de so inferior a la del senyal d'entrada. Això no és desitjable, i pot significar un problema si s'han de connectar altres processadors de so al senyal de sortida del compressor. Per això és necessari restaurar part, o la totalitat, de la intensitat de so, mitjançant una etapa de guany.

### Stereo Link
Quan es comprimeix material estereofònic, de vegades, és necessari infringir la mateixa compressió a tots dos canals, independentment del contingut d'aquests, ja que, si s'apliquen nivells de compressió individuals per cada canal, es poden crear moviments en la "imatge" estereofònica. Per exemple, un so de timbal al canal esquerre. Si s'aplica massa compressió a aquest canal, pot succeir que el so de timbal del canal dret tingui una intensitat de so més alta, i per tant, semblaria que el timbal fos a la dreta.

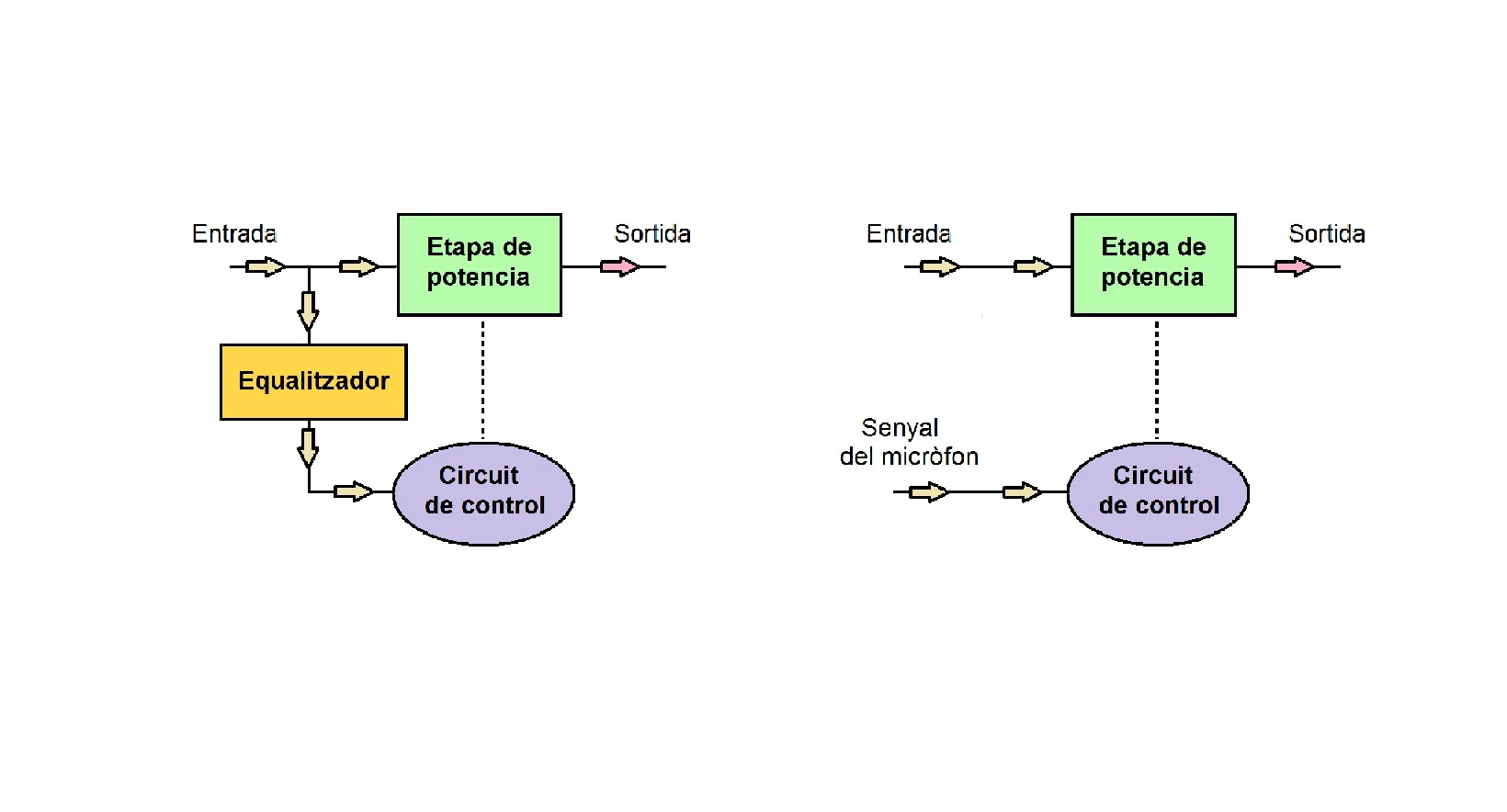
A la dreta, connexió per "ducking", a l'esquerra connexió per reduir les "esses"

### Canal lateral (Side Chain)
El canal lateral és una entrada alternativa per al circuit de control de guany. Així doncs, podem utilitzar un senyal diferent del que s'està comprimint per activar el compressor. L'ús més comú del canal lateral és el "ducking". El duking es fa servir a les estacions de ràdio i consisteix a connectar un micròfon a l'entrada del canal lateral d'un compressor, i d'aquesta manera reduir el so de la música, automàticament, quan es parla. Un altre ús, del canal lateral, és reduir les "esses" (de-essing). Si s'introdueix un equalitzador en el canal lateral i s'aplica un guany a les freqüències entre els 5 kHz i els 8 kHz, la resposta del compressor és més sensible als pics produïts en aquest rang, i així reduïm el so de les "esses".
No tots els compressors tenen les mateixes prestacions. Hi ha compressors molt simples, com pot ser el cas de l'"Orange Squeezer “, un compressor en forma de pedal per guitarra, que no té ni un sol control. Malgrat aquesta mancança de prestacions, o potser, gràcies a això, és afavorit per molts guitarristes. Un altre exemple és el “mític" compressor-òptic LA-2A, només té control del llindar (Peak Reduction Control), un interruptor limitador/compressor i el control de restauració de volum.

## Limitador
Un limitador és, bàsicament, un compressor amb una ràtio infinit i un atac molt ràpid. Els limitadors es fan servir per controlar el senyal d'entrada a una gravadora d'àudio, o en convertidors de senyal analògic a digital, ja que aquest solen tenir un rang dinàmic limitat, i senyals amb un rang dinàmic molt gran poden crear distorsió. Molts productes electrònics moderns fan servir limitadors, com per exemple el sistema AVLS (Automatic Volumen Limiting System) de Sony que és utilitzat a la PlayStation per "controlar" el senyal de sortida. Es pot fer servir un compressor normal per limitar un senyal, la majoria de tècnics de so consideren una ràtio superior a 10:1 com a limitació. També es vol un temps d'atac ràpid, per evitar pics sobtats. Si el que es vol és un limitador de paret es farà servir una ràtio ∞:1 i un temps d'atac molt ràpid.

## Compressió paral·lela
La compressió paral·lela consisteix a connectar un compressor en paral·lel al senyal sense comprimir, per això es pot usar una sortida auxiliar de la taula de mescles, i només comprimir un dels dos senyals. Després es tornen a mesclar, i la quantitat de compressió ve donada pel balanç entre els dos senyals. Amb aquest sistema es pot aconseguir un control del rang dinàmic sense que el resultat final tingui un so "pla" o "aixafat". Aquest mètode també es coneix com a New York Compression o Motown Compression.

## Compressió en serie
Aquesta tècnica consisteix en dos compressors connectats un immediatament després de l'altre, en serie. Normalment es fa servir compressors amb característiques diferents. Un compressor estarà programat per produir una compressió suau per "anivellar" el senyal i es farà servir un sensor RMS. L'altre compressor normalment es fa servir com a limitador i és l'encarregat d'atenuar els pics del senyal. D'aquesta manera es pot aconseguir nivells de compressió molt més elevats i mantenir una certa "naturalitat" del senyal.

## Compressor de múltiples bandes
Un compressor de múltiples bandes, o multibanda, és format per una combinació de dos, tres o quatre filtres de freqüència i un nombre idèntic de compressors. El compressor multibanda divideix primer el senyal mitjançant els filtres de freqüència, i després aplica la compressió, de manera individual, a cada banda. Cada banda té els seus propis controls de Llindar, Ràtio, Atac i Alliberament. Així com controls per definir les freqüències de tall dels filtres. Un compressor de múltiples bandes ens permet, per exemple, comprimir molt les freqüències baixes, deixar els mitjos intactes i comprimir lleugerament les freqüències altes. Els diferents senyals són recombinats després i un limitador s'assegura que el resultat final no tingui pics de volum.
Avui dia, amb la proliferació de les Estacions de treball d'àudio digital  DAW  (Digital Audio Workstation) els compressors multibanda poden ser molt complexes, i amb un nombre elevat de bandes. Això era molt difícil, i car, d'aconseguir amb els compressors " físics".

## Usos comuns

### Espais públics
La compressió a vegades és usada per apujar el volum d'un so sense apujar l'amplitud dels seus pics. Comprimint els seus pics (o sons encara més alts) és possible pujar la ganancia d'un senyal sense excedir els limits dinamics del dispositiu o medi de reproducció.
Així doncs això és utilitzat en sistemes d'audio per restaurants, botigues, i llocs públics similars on la música és posada de fons a volums baixos i que per tant, es necessita que la música no excedeixi, per culpa dels pics de la mateixa música, el llindar d'amplitud desitjada.